# Quadratura (astrologia)
Quadratura è un termine usato in astrologia, con il quale si indica un aspetto tra due pianeti corrispondente ad una distanza angolare di 90° e viene indicato con il simbolo .

Viene considerato sotto l'aspetto di quadratura anche il margine di +/- 7/8 gradi del limite dell'orbita, rispetto al punto in cui sono situati i pianeti, come tutti gli aspetti più è preciso più l'influenza è forte.

Oltre che con i pianeti, vengono valutati anche gli aspetti di quadratura che essi formano con Ascendente o I Casa (ASC), Discendente o VII Casa (DISC), Medium Coeli o X Casa (MC) e Imum Coeli o IV Casa (IC).
La quadratura indica conflittualità tra i pianeti, storicamente viene considerato malefico ma nell'astrologia moderna è considerato un aspetto dissonante ed in uno oroscopo questo aspetto indica dove bisogna concentrarsi e convogliare le energie per ottenere risultati positivi.
Come tutti gli aspetti, la quadratura può essere sia armonica che disarmonica.
La quadratura armonica influisce sulla X Casa indicando problemi che devono essere risolti con metodo ed ordine mentre la quadratura disarmonica influisce sulla IV Casa dove indica abitudini errate di vita che devono essere combattute

## Segni zodiacali
La quadratura si scopre formando un quadrato sulla tavola dei segni zodiacali.
Ciascun segno è opposto a quello che si trova al vertice opposto e in quadratura con i due segni che si trovano agli altri due vertici, opposti tra loro.
- Ariete e Bilancia, opposti tra loro, sono in quadratura entrambi con Cancro e Capricorno, a loro volta opposti tra loro (segni cardinali)
- Toro e Scorpione, opposti tra loro, sono in quadratura entrambi con Aquario e Leone, a loro volta opposti tra loro (segni fissi)
- Gemelli e Sagittario, opposti tra loro, sono in quadratura entrambi con Vergine e Pesci, a loro volta opposti tra loro (segni mobili)

## Esempi di interpretazione
Significati generici delle principali quadrature del sole:
- Sole - Luna: difficoltà in parecchi campi della vita
- Sole - Marte: blocco di slanci ed entusiasmi
- Sole - Giove: voracità materiale e spirituale
- Sole - Saturno: diminuzione di energia vitale e psichica
- Sole - Urano: personalità depressa e inconcludente
- Sole - Nettuno: tendenze morbose
- Sole - Plutone: dualismo tra aspirazioni e progetti inattuabili